# Juan Gea Martínez
Juan Gea Martínez (València, 5 de desembre de 1953), conegut com a Juan Gea, és un actor de cinema i teatre espanyol, famós pels seus papers en sèries com El Ministerio del Tiempo o la pel·lícula Las 13 rosas.

## Biografia
Als 18 anys va començar a estudiar art dramàtic a la seva ciutat d'origen, on va començar a interpretar alguns papers de teatre en els anys 1980. A partir d'aquest moment el públic va començar a conèixer el seu nom. Durant aquesta etapa va haver de compaginar la seva passió amb el treball: mentre actuava, era emprat d'una caixa d'estalvis a la seva ciutat, però aquesta situació no es va prolongar durant molt de temps. En 1983 es va mudar a Madrid per a dedicar-se plenament a la seva carrera com a actor professional. Va participar en obres com Luces de bohemia el 1985, dirigida per Luis Pascual, o El abanico de Lady Windermere el 1992-1993, dirigida per J.C.P de la Fuente.
La seva carrera com a actor de cinema va començar més tard, en 1987, amb la pel·lícula La Rusa de Mario Camus, i es va fer més conegut en 1995 amb El perro del hortelano, pel·lícula dirigida per Pilar Miró.
En 1990 va aparèixer per primera vegada en televisió amb un paper en la sèrie La huella del crimen. Posteriorment ha participat en moltes sèries en canals com Antena3, Tele5, La 1 i el valencià Canal Nou, on va tenir un paper destacat en "L'Alqueria Blanca"; les últimes han estat "El Ministerio del Tiempo" i "Hospital Valle Norte", que acaba de rodar, i es troba de gira amb les obres de teatre "Héroes" (dirigida per Tamzin Townsend) i "Por los pelos" (dirigida per Santiago Sánchez).

## Filmografia

### Cinema
- 1987 - La Rusa - Mario Camus
- 1991 - Las cosas del querer - Jaime Chávarri
- 1994 - La pasión turca - Vicente Aranda
- 1995 - El perro del hortelano - Pilar Miró
- 2000 - El palo – Eva Lesmes
- 2003 - Matar al ángel – Daniel Múgica
- 2006 - GAL - Miguel Courtois
- 2013 - 1.000 Maneres de menjar-se un ou - Rafa Montesinos
- 2017 - Mi Querida Cofradía - Marta Díaz

### Televisió
- 1990 - La huella del crimen, TVE.
- 1991 - El día que me quieras, TVE.
- 1993 - Noches de gala, TVE.
- 1995 - La noche de los castillos, TVE.
- 1996 - Médico de familia, Tele5.
- 1997 - Calle Nueva, TVE.
- 1999 - El comisario, Tele5.
- 1999 - Periodistas, Tele5.
- 2000 - Abogados, Tele5.
- 2001 - Esencia de poder, Tele5.
- 2002 - Acosada, FORTA.
- 2002 - 2003 - Géminis, venganza de amor, TVE.
- 2003 - Código fuego, Antena 3.
- 2004 - Los recuerdos de Alicia, Antena 3.
- 2004 -Hospital Central, Tele5.
- 2005 - Al filo de la ley, TVE.
- 2005 - A tortas con la vida, Antena 3.
- 2008 - Herederos, TVE.
- 2007 - 2010 - L'Alqueria Blanca, Canal Nou.
- 2010 - 2011 - Bandolera, Antena 3.
- 2011 - 2012 - Amar en tiempos revueltos, TVE.
- 2014 - Velvet, Antena 3.
- 2015 - 2017; 2020 - present - El Ministerio del Tiempo, TVE.
- 2017 - Perdoname, Señor, Telecinco.
- 2018 - Apaches, Antena 3.
- 2019 Hospital Valle Norte, TVE.

### Teatre
- 1980 - Paquí, pallá.
- 1981 - El cántaro roto.
- 1983 - La muerte de Brunilda.
- 1985 - Luces de bohemia.
- 1985 - Samarkanda.
- 1987 - Luna menguante.
- 1992 - 1993 - El abanico de Lady Windermere.
- 1993 - Fortunata y Jacinta.
- 1993 - 1994 - Tristana.
- 1996 - El misántropo.
- 1999 - 2000 - Variaciones enigmáticas.
- 1999 - Julio César.
- 2000 - 2001 - El cementerio de automóviles.
- 2001 - Doce hombres sin piedad.
- 2002 - 2003 - Copenhague.
- 2003 - 2004 - Danza macacabra.
- 2008 - 2009- El mercader de Venecia.
- 2009 - 2011 - El búho y la gata.
- 2012 - My fair lady.
- 2013 - 2014 - Hécuba.
- 2014 - El lenguaje de tus ojos.
- 2015 - "Un Enemigo del Pueblo".
- 2016 - "Héroes".
- 2017 - "Héroes".
- 2018 - "Héroes". "Por Los Pelos".